# Cáncer de hígado

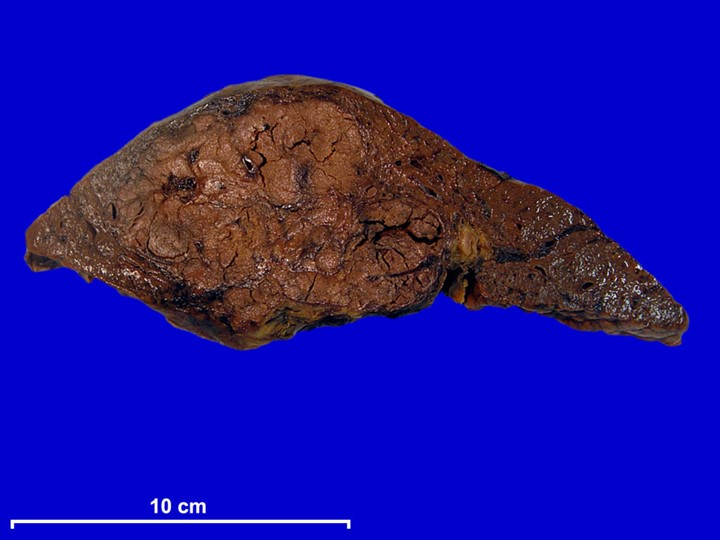
cáncer de hígado

El cáncer de hígado (o cáncer hepático) se presenta de dos formas:
- Tumor primario, que se origina en el hígado y es muy agresivo.
- Tumores procedentes de otros órganos: las metástasis son más frecuentes que en los tumores primarios.

Las metástasis hepáticas se producen cuando el tumor ha pasado a la sangre y emigran  por los vasos sanguíneos, y se colocan en el hígado.

## Tipos de cáncer de hígado
- Carcinoma hepatocelular: el más frecuente, ya que constituye un 80 o 90% de todos los casos mundiales de cáncer hepático.
- Cáncer metastásico: se origina en otra parte del cuerpo, como el pulmón, y pasa al hígado.
- Hepatoblastoma: un cáncer hepático que es muy común en la infancia.

## Causas del cáncer de hígado
No se conocen las causas exactas del cáncer de hígado, pero se conocen ciertos factores que permiten la aparición del cáncer:
- hepatitis es el factor principal que origina más cáncer de hígado.
- cirrosis es el segundo factor principal del cáncer hepático.
- hemocromatosis es una enfermedad hepática que puede derivar en cáncer.

## Síntomas del cáncer de hígado
No hay unos síntomas específicos ya que hay una serie de síntomas que aparecen en enfermedades del aparato digestivo como por ejemplo hepatitis, pancreatita la parte derecha de la espalda. Otras veces la bilis no se puede eliminar adecuadamente y se acumula en la sangre, dando un color amarillo de la piel.

## Tratamiento
Las opciones del tratamiento del cáncer de hígado son cirugía, quimioterapia, trasplante de hígado, radioterapia, quimioembolización y radioembolización.